# Steven Verschuur
Steven Verschuur (* 1977 in Arnhem) ist ein niederländischer Jurist. Er ist Richter am Gericht der Europäischen Union.

## Leben und Wirken
Verschuur studierte Rechtswissenschaften an der Universität Utrecht, wo er 2001 mit dem Erwerb des Mastertitels sein Studium beendete. Ein Jahr später erwarb er ein Diplôme d’études approfondies in Europarecht an der Universität Lüttich. Anschließend arbeitete er als Rechtsanwalt bei verschiedenen  Kanzleien in den Niederlanden und in Belgien auf allen Gebieten des Unionsrechts, vor allem in den Bereichen Wettbewerb, staatliche Beihilfen, Handelspolitik, Vergabewesen und restriktive Maßnahmen im Rahmen der Gemeinsamen Außen- und Sicherheitspolitik. 2010 wurde er von der Universität Utrecht zum Dr. iur. promoviert. 2019 wechselte er als Partner zur Wirtschaftskanzlei Osborne Clarke. Neben seiner anwaltlichen Tätigkeit war er von 2021 bis 2022 Ersatzrichter in der Abteilung Zivilrecht des Bezirksgericht Seeland-Westbrabant in den Niederlanden.
Am 15. September 2022 wurde Verschuur zum Richter am Gericht der Europäischen Union ernannt.